# Cranberry Isles
Cranberry Isles est une municipalité (town) du comté de Hancock, dans l'État du Maine, aux États-Unis. Elle est constituée de cinq îles et quelques îlots situés au sud de l'île des Monts Déserts à proximité de l'embouchure du Somes Sound : 
- Great Cranberry Island (en), 4,25 km2
- Little Cranberry Island (en), 2 km2
- Sutton Island, 1 km2
- Baker Island, 0,6 km2
- Bear Island, 0,4 km2

Seules les deux premières sont habitées toute l'année. 

## Étymologie
Les îles Cranberry tirent leur nom des canneberges (cranberries) qu'on y trouve en abondance.

## Population
La population de Cranberry Isles s'élève à 141 habitants permanents (recensement de 2010), mais elle augmente notablement pendant la saison estivale, car on y compte près de 350 maisons, dont un grand nombre de résidences secondaires.
La plupart des résidents permanents vivent de la pêche.

## Géographie

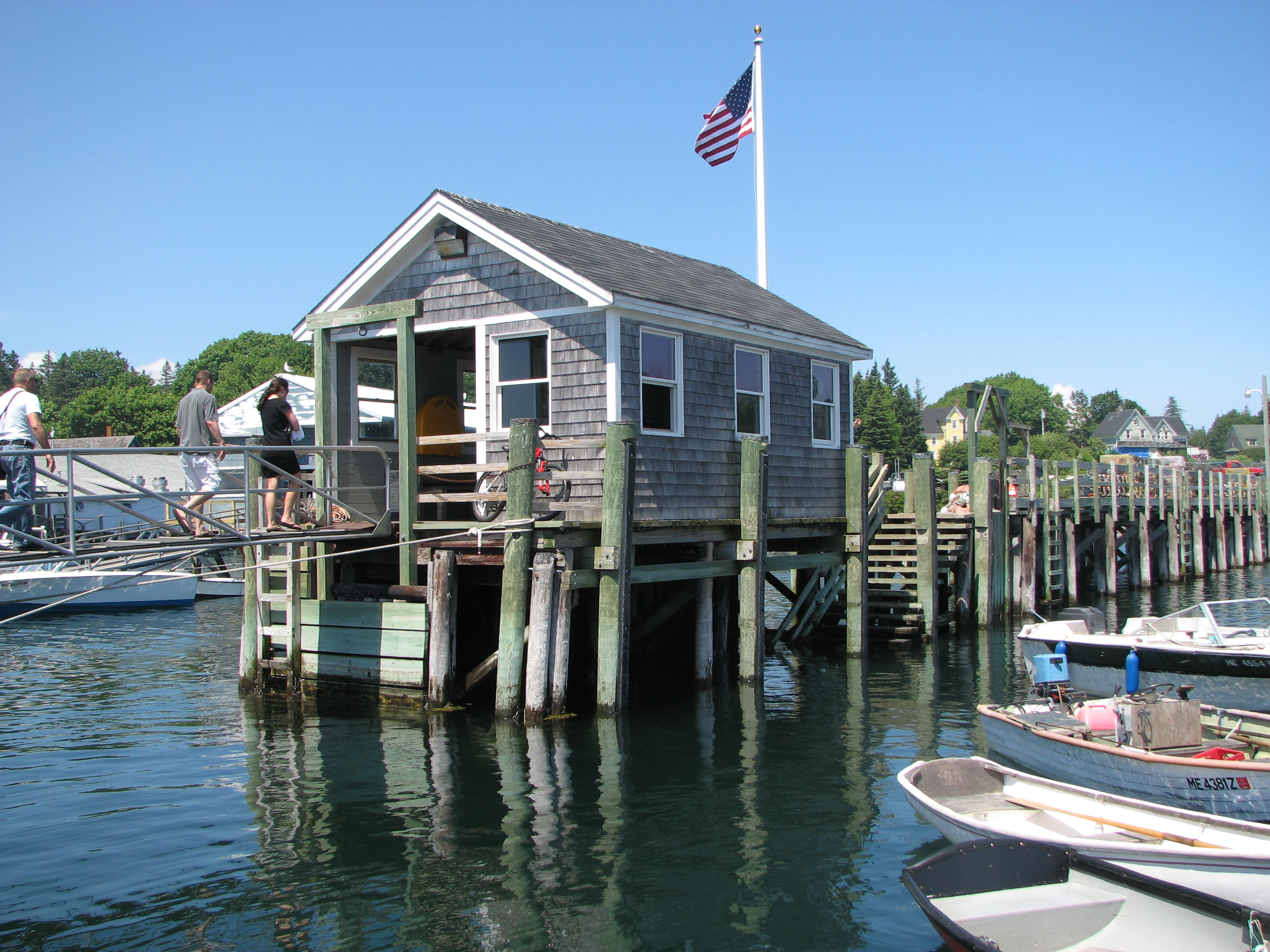
Dock de Little Cranberry Island

La superficie de la municipalité est de 109,8 km2, dont seulement 8,2 km2 de terres émergées.
L'archipel est accessible par ferry à partir de l'île des Monts Déserts (Southwest Harbor ou Northeast Harbor), en une heure environ.